# Anne V. Coates
Anne Voase Coates (Reigate, 12 de dezembro de 1925 - Los Angeles, 8 de maio de 2018) foi uma editora de cinema britânica com uma carreira de mais de 40 anos de duração. Ela é talvez mais conhecida como a editora do filme Lawrence of Arabia em 1962. Coates foi  indicada cinco vezes para o Óscar de Melhor Edição pelos filmes Lawrence of Arabia, Becket (1964), The Elephant Man (1980), In the Line of Fire (1993) e Out of Sight (1998). Em uma indústria onde as mulheres representaram apenas 16% de todos os editores que trabalham em 250 filmes de 2004, e 80% dos filmes não tinham absolutamente nenhumas mulheres em suas equipes de edição, Coates continua a prosperar como uma editora de filmes. Em fevereiro de 2007, ela foi premiada como a mais alta honrada dos BAFTA Awards.
Morreu em 8 de maio de 2018, aos 92 anos, em Los Angeles.

## Filmografia seleccionada

### Como editora de filme
- Tunes of Glory (1960)
- Lawrence of Arabia (1962)
- Becket (1964)
- Those Magnificent Men in Their Flying Machines (1965)
- Hotel Paradiso (1966)
- Murder on the Orient Express (1974)
- The Elephant Man (1980)
- Ragtime (1981)
- Masters of the Universe (1987)
- What About Bob? (1991)
- Chaplin (1992)
- In the Line of Fire (1993)
- Congo (1995)
- Striptease (1996)
- Out of Sight (1998)
- Erin Brockovich (2000)
- Sweet November (2001)
- Unfaithful (2001)
- The Golden Compass (2007)
- Extraordinary Measures (2010)
- Fifty Shades of Grey (2015)